# Paul Dösch
Pour les articles homonymes, voir Dösch.
Paul Dösch est un joueur de hockey sur gazon allemand évoluant au post de défenseur au Berliner HC et avec l'équipe nationale allemande,.

## Biographie
Paul est né le 11 mai 1998 en Allemagne.

## Carrière
Il a été appelé en équipe nationale en 2021 pour concourir à la Ligue professionnelle 2020-2021.

## Palmarès
- : 1er à l'Euro U21 en 2019
- : 3e à l'Euro U21 en 2017